# Premier Rides
Premier Rides Inc. ist ein US-amerikanischer Hersteller von Achterbahnen aus Baltimore, welcher im Jahre 1994 gegründet wurde. Das Unternehmen verwendete als erstes bei einer Achterbahn die Technik des Linearinduktionsmotor (LIM). Seit 1996 ist Jim Seay alleiniger Besitzer des Unternehmens.

## Geschichte
Premier Rides wurde 1994 von dem Deutschen Peter Schnabel gegründet. Schnabel war zuvor lange Zeit für Intamin tätig. Im Jahre 1996 errichtete Premier Rides mit Flight of Fear in Kings Island und Kings Dominion die ersten beiden Achterbahnen. Bei den Achterbahnen kommt die Beschleunigung erstmals durch LIMs zustande. Dieses System war revolutionär und veränderte die gesamte Branche.  Mit der Wasserachterbahn Vonkaputous im finnischen Linnanmäki wurde 2001 die erste Premier-Rides-Attraktion auf europäischen Boden eröffnet. Zudem zeigt sich die Firma für den mit 49 Meter höchsten vertikalen Looping verantwortlich. Dieser befindet sich im Streckenverlauf von Full Throttle in Six Flags Magic Mountain.

## Achterbahnmodelle

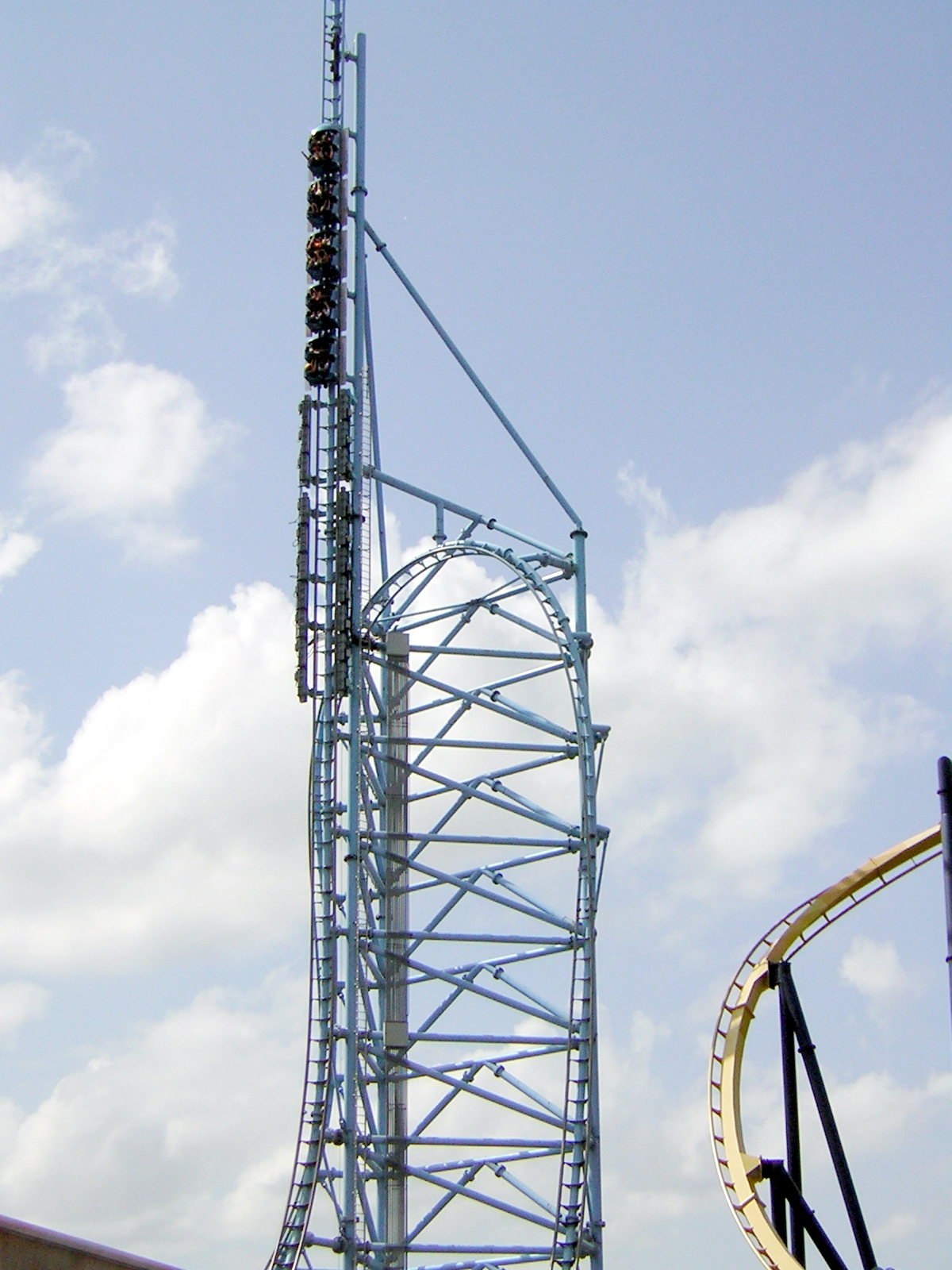
Mr. Freeze

### LIM-Achterbahnen
| Name                                    | Park                                         | Land                         | Öffnungsjahr      | Schließungsjahr   |
| --------------------------------------- | -------------------------------------------- | ---------------------------- | ----------------- | ----------------- |
| Flight of Fear                          | Kings Dominion                               | Vereinigte Staaten           | 1996              |                   |
| Flight of Fear                          | Kings Island                                 | Vereinigte Staaten           | 1996              |                   |
| Unbekannt Batman and Robin: The Chiller | Beto Carrero World Six Flags Great Adventure | Brasilien Vereinigte Staaten | nie eröffnet 1997 | nie eröffnet 2007 |
| Mr. Freeze: Reverse Blast               | Six Flags Over Texas                         | Vereinigte Staaten           | 1998              |                   |
| Mr. Freeze: Reverse Blast               | Six Flags St. Louis                          | Vereinigte Staaten           | 1998              |                   |
| The Joker’s Jinx                        | Six Flags America                            | Vereinigte Staaten           | 1999              |                   |
| Poltergeist                             | Six Flags Fiesta Texas                       | Vereinigte Staaten           | 1999              |                   |
| Unbekannt Speed – The Ride              | Akita Plaza Sahara Las Vegas                 | Vereinigte Staaten           | nie eröffnet 2000 | nie eröffnet 2011 |
| Revenge of the Mummy                    | Universal Studios Florida                    | Vereinigte Staaten           | 2004              |                   |
| Revenge of the Mummy                    | Universal Studios Hollywood                  | Vereinigte Staaten           | 2004              |                   |
| Backlot Stunt Coaster                   | Canada’s Wonderland                          | Kanada                       | 2005              |                   |
| Backlot Stunt Coaster                   | Kings Island                                 | Vereinigte Staaten           | 2005              |                   |
| Backlot Stunt Coaster                   | Kings Dominion                               | Vereinigte Staaten           | 2006              |                   |
| Crazy Cobra Mad Cobra                   | Discoveryland Suzuka                         | Volksrepublik China Japan    | 2006 1998         | 2003              |
| Revenge of the Mummy                    | Universal Studios Singapore                  | Singapur                     | 2010              |                   |

### LSM-Achterbahnen
| Name                     | Park                                | Land                | Öffnungsjahr | Schließungsjahr |
| ------------------------ | ----------------------------------- | ------------------- | ------------ | --------------- |
| Sky Rocket               | Kennywood                           | Vereinigte Staaten  | 2010         |                 |
| Racing Coaster           | Trans Studio Bandung                | Indonesien          | 2011         |                 |
| Superman Ultimate Flight | Six Flags Discovery Kingdom         | Vereinigte Staaten  | 2012         |                 |
| Deep Space               | Imagicaa                            | Indien              | 2013         |                 |
| Full Throttle            | Six Flags Magic Mountain            | Vereinigte Staaten  | 2013         |                 |
| Sky Scream               | Plopsaland Deutschland              | Deutschland         | 2014         |                 |
| Tempesto                 | Busch Gardens Williamsburg          | Vereinigte Staaten  | 2015         |                 |
| Zombie Ride              | Bosque Mágico                       | Mexiko              | 2015         |                 |
| Phobia Phear Coaster     | Lake Compounce                      | Vereinigte Staaten  | 2016         |                 |
| Hype                     | Särkänniemi                         | Finnland            | 2017         |                 |
| Sky Rocket               | Chimelong Paradise                  | Volksrepublik China | 2017         |                 |
| Electric Eel             | SeaWorld San Diego                  | Vereinigte Staaten  | 2018         |                 |
| Tigris                   | Busch Gardens Tampa                 | Vereinigte Staaten  | 2019         |                 |
| West Coast Racers        | Six Flags Magic Mountain            | Vereinigte Staaten  | 2020         |                 |
| EpiQ Coaster             | Doha Quest                          | Katar               | 2021         |                 |
| Ice Breaker              | SeaWorld Orlando                    | Vereinigte Staaten  | 2022         |                 |
| Sky Loop                 | BLVD World Riyadh Winter Wonderland | Saudi-Arabien       | 2022         | 2022            |
| AlpenFury                | Canada’s Wonderland                 | Kanada              | 2025         |                 |

### Suspended- & Stahlachterbahnen
| Name                      | Modell                           | Park                           | Land                       | Öffnungsjahr      | Schließungsjahr   |
| ------------------------- | -------------------------------- | ------------------------------ | -------------------------- | ----------------- | ----------------- |
| Runaway Mountain          | Standard Coaster                 | Six Flags Over Texas           | Vereinigte Staaten         | 1996              |                   |
| Highway Boat Soak'd       | HydroFighter Coaster (Suspended) | Asia Park Freestyle Music Park | Vietnam Vereinigte Staaten | nie eröffnet 2008 | nie eröffnet 2009 |
| Paradise Fall Round About | Resolver Coaster                 | Asia Park Freestyle Music Park | Vietnam Vereinigte Staaten | nie eröffnet 2008 | nie eröffnet 2009 |

### Wasserachterbahnen
| Name          | Park               | Land               | Öffnungsjahr | Schließungsjahr |
| ------------- | ------------------ | ------------------ | ------------ | --------------- |
| BuzzSaw Falls | Silver Dollar City | Vereinigte Staaten | 1999         | 2003            |
| Vonkaputous   | Linnanmäki         | Finnland           | 2001         | 2017            |